# Initiative libérale
L'Initiative libérale (en portugais : Iniciativa Liberal, abrégé en IL) est un parti politique portugais de tendance libérale. Il est communément placé à la droite de l'échiquier politique, et ce malgré son rejet de l'axe gauche-droite.

## Histoire
Le parti naît sous la forme d'une association en 2016 autour d'une discussion sur le manifeste d'Oxford (en), qui servit par la suite à l'élaboration de son manifeste constitutif.
Le parti organise sa convention fondatrice à Porto le 26 novembre 2017. Dans le même temps, son adhésion au Parti de l'Alliance des libéraux et des démocrates pour l'Europe est acceptée. Le 13 décembre 2017, son inscription au registre des partis politiques portugais est confirmée par le Tribunal constitutionnel, officialisant sa création.
Il participe à ses premières élections en 2019: européennes et régionales de Madère, où il ne fait élire aucun de ses candidats, puis législatives, où son président et tête-de-liste ne réussit pas à se faire élire, au contraire de João Cotrim Figueiredo qui est, lui, élu dans la circonscription de Lisbonne,.
Le 25 juillet 2020, le parti annonce soutenir la candidature de Tiago Mayan Gonçalves lors de l'élection présidentielle de 2021.

## Idéologie
Le parti se présente comme « libéral sur toute la ligne », se positionnant en faveur d'une réduction du poids de l'État dans la société, promouvant une plus forte libéralisation de l'économie et adoptant des positions progressistes en matières sociétales. Il se positionne en opposition au socialisme, allant, à ses débuts en 2018, jusqu'à qualifier le système mis en place à la suite de la révolution des Œillets de « dictature de gauche ». 
Il milite, notamment, pour une restructuration des services publics et a proposé, en 2019 et 2022, la dénationalisation du salaire minimum, dont le montant serait établi à l'échelle communale. Il réfute l'échiquier politique comme consistant d'un axe gauche-droite.
Sur l'échiquier politique portugais, le parti est classé entre le centre-droit, et la droite par la majorité des observateurs locaux et internationaux. Décrit comme libéral, il s'organise autour d'une ligne libérale classique majoritaire, à laquelle s'adjoignent des courants internes libéral-social, libertarien et libéral-conservateur. À contre-courant, l'historien français Yves Léonard le décrit comme un parti « ultra-libéral, autoritaire » et le place « à la droite de la droite ».

## Organisation

### Historique des présidents
|                           | Nom                           | Période          | Période                   | Notes                                                        |
| ------------------------- | ----------------------------- | ---------------- | ------------------------- | ------------------------------------------------------------ |
| Miguel Ferreira da Silva  | Miguel Ferreira da Silva (pt) | 13 décembre 2017 | 13 octobre 2018           | Conseiller municipal de Lisbonne (depuis 2021)               |
| Carlos Guimarães Pinto    | Carlos Guimarães Pinto        | 13 octobre 2018  | 8 décembre 2019           | Député pour Porto (depuis 2022)                              |
| João Cotrim de Figueiredo | João Cotrim Figueiredo        | 8 décembre 2019  | 22 janvier 2023           | Député de Lisbonne (2019-2024) Député européen (depuis 2024) |
| Rui Rocha                 | Rui Rocha                     | 22 janvier 2023  | 31 mai 2025               | Député pour Braga (depuis 2022)                              |
|                           | Miguel Rangel                 | 31 mai 2025      | En cours (au 4 juin 2025) | Député pour Porto (depuis 2025) Par intérim                  |

## Résultats électoraux

### Élections présidentielles
| Année | Candidat              | 1er tour | 1er tour | 1er tour | 2d tour        | 2d tour        | 2d tour        |
| Année | Candidat              | Voix     | %        | Rang     | Voix           | %              | Rang           |
| ----- | --------------------- | -------- | -------- | -------- | -------------- | -------------- | -------------- |
| 2021  | Tiago Mayan Gonçalves | 134 991  | 3,23     | 6e       | Pas de 2d tour | Pas de 2d tour | Pas de 2d tour |

### Élections législatives
| Année | Tête de liste          | Voix    | %    | Rang | Sièges  | Statut              |
| ----- | ---------------------- | ------- | ---- | ---- | ------- | ------------------- |
| 2019  | Carlos Guimarães Pinto | 67 681  | 1,29 | 8e   | 1 / 230 | Opposition (XXIIe)  |
| 2022  | João Cotrim Figueiredo | 273 687 | 5,05 | 4e   | 8 / 230 | Opposition (XXIIIe) |
| 2024  | Rui Rocha              | 312 033 | 5,08 | 4e   | 8 / 230 | Opposition (XXIVe)  |
| 2025  | Rui Rocha              | 338 974 | 5,59 | 4e   | 9 / 230 | Opposition (XXVe)   |

### Élections européennes
| Année | Tête de liste          | Voix    | %    | Rang | Sièges | Statut              |
| ----- | ---------------------- | ------- | ---- | ---- | ------ | ------------------- |
| 2019  | Ricardo Arroja         | 29 120  | 0,88 | 11e  | 0 / 21 | Extra-parlementaire |
| 2024  | João Cotrim Figueiredo | 358 341 | 9,07 | 4e   | 2 / 21 |                     |

### Élections régionales

#### Région autonome des Açores
| Année | Tête de liste | Voix  | %    | Rang | Sièges | Statut                        |
| ----- | ------------- | ----- | ---- | ---- | ------ | ----------------------------- |
| 2020  | Nuno Barata   | 2 012 | 1,96 | 7e   | 1 / 57 | Soutien (XIIIe, 2020-2023)    |
| 2020  | Nuno Barata   | 2 012 | 1,96 | 7e   | 1 / 57 | Opposition (XIIIe, 2023-2024) |
| 2024  | Nuno Barata   | 2 482 | 2,15 | 5e   | 1 / 57 | Opposition (XIVe)             |

#### Région autonome de Madère
| Année | Tête de liste       | Voix  | %    | Rang | Sièges | Statut              |
| ----- | ------------------- | ----- | ---- | ---- | ------ | ------------------- |
| 2019  | Nuno Morna          | 762   | 0,53 | 12e  | 0 / 47 | Extra-parlementaire |
| 2023  | Nuno Morna          | 3 555 | 2,63 | 6e   | 1 / 47 | Opposition (XIVe)   |
| 2024  | Nuno Morna          | 3 481 | 2,56 | 6e   | 1 / 47 | Opposition (XVe)    |
| 2025  | Gonçalo Maia Camelo | 3 097 | 2,22 | 6e   | 1 / 47 | Opposition (XVIe)   |

### Élections municipales
| Année | Municipalités | Municipalités | Municipalités | Municipalités | Municipalités | Freguesias | Freguesias | Freguesias  |
| Année | %             | Rang          | Maires        | Échevins      | Conseillers   | %          | Rang       | Conseillers |
| ----- | ------------- | ------------- | ------------- | ------------- | ------------- | ---------- | ---------- | ----------- |
| 2021  | 1,30          | 12e           | 0 / 308       | 0 / 2064      | 26 / 6448     | 1,00       | 12e        | 45 / 26797  |